# Abronia bogerti
El dragoncito de las Chimalapas  (Abronia bogerti) es una especie en peligro de extinción de saurópsido del orden de los escamosos de la familia de los ánguidos endémica de México. Fue descrita por primera vez por el herpetólogo estadounidense Joseph Anton Tihen en el año de 1954, basado en un único espécimen recolectado en 1948, el holotipo AMNH 68887, que se puede encontrar en el Museo Americano de Historia Natural.

## Etimología
El epíteto específico de A. Bogerti hace referencia a Charles Mitchill Bogert, herpetólogo estadounidense y curador del Departamento de Herpetología del Museo Americano de Historia Natural.

## Descripción
A. bogerti es una lagartija de cuerpo esbelto y alargado, extremidades cortas, una cola larga y prensil, una cabeza estrecha triangular y un hocico puntiagudo. El primer ejemplar conocido de la especie alcanzó una longitud de hocico a cloaca de 6.4 cm y una longitud total de 11.3 cm . El mayor espécimen registrado (AGC 926) cuenta con una longitud hocico-cloaca de 9.4 cm y un peso de 12.7 gramos. Sus escamas son mayormente quilladas en el dorso, especialmente en las vertebrales y para-vertebrales, diferenciándolo de otras especies del clado Scopaeabronia. El segundo espécimen recolectado, una hembra adulta, presenta un contacto único entre la escama frontonasal y la frontal, y tiene únicamente nueve bandas oscuras transversales a lo largo del cuerpo. Este ejemplar media 8.7 cm desde la cabeza hasta el torso y 22.1 cm de longitud total. Aproximadamente los últimos 5 mm de la cola estaban regenerados.
Esta especie se distingue de otras pertenecientes a su género por las siguientes características morfológicas:
- Presencia de 43 a 38 hileras transversales de escamas dorsales.
- Presencia de 10 a 12 hileras longitudinales de escamas ventrales.
- Osteodermos dorsales desarrollados únicamente en unas cuantas hileras de escamas ubicadas en la región anterior del cuerpo.
- Un par de escamas postmentonales.
- Un mínimo de ocho escamas en una hilera correspondiente al cuello.
- Presencia de dos a tres escamas supraoculares laterales.
- Escamas parietales en amplio contacto con las supraoculares medias.
- Presencia de dos o tres escamas temporales primarias.
- Presencia de una sola escama temporal en contacto con el ojo.
- Escama temporal primaria inferior expandida.
- Penúltima escama supralabial en contacto con el ojo.
- Escamas cantales anteriores presentes.
- Escama frontonasal y frontal en contacto mínimo o nulo.
- Presencia de más de 17 laminillas subdigitales en el cuarto dedo de la pata trasera.

Algunos rasgos morfológicos previamente considerados diagnósticos han resultado ser variables y no confiables, como:
- Contacto entre las escamas prefrontales y superciliares anteriores.
- Contacto cantoloreal-frontonasal.

### Coloración
Su coloración dorsal es predominantemente amarilla verdosa, con la presencia de entre diez y once bandas transversales poco definidas que se extienden por el cuello y la región dorsal del cuerpo en ambos sexos. La cabeza es gris con márgenes negros en las escamas. El hocico es de color amarillo o verde amarillento. El cuerpo es de color amarillo verdoso brillante con bandas transversales oscuras (negras o grises). La cola es de color similar al cuerpo, con bandas bien definidas. Las extremidades cuentan con un patrón reticulado con manchas oscuras; no presentan bandas transversales. Las escamas labiales e infralabiales son de color blanco, formando una línea pálida posterior al ojo.
Para el segundo ejemplar descrito, una hembra, la coloración fue un blanco verdoso claro predominante en el cuerpo y cola. Nueve bandas anchas e irregulares de color gris oscuro en el cuerpo y que se extienden también a lo largo de la cola. Escamas de la cabeza verde oscuro con bordes negros. Punta del hocico y los labios tienen de un tono blanco verdoso claro. La parte inferior de la garganta, el abdomen y la cola de color completamente blancos.
Los especímenes descritos recientemente muestran variabilidad en características como el patrón de bandas dorsales, coloración, y algunas escamas.

### Comportamiento
El dragoncito de las Chimalapas es una especie altamente arbórea, con una locomoción sinuosa. Usa su cola prensil para trepar y moverse por los árboles, exhibiendo un movimiento ondulante y "oscilante" del cuerpo mientras trepa, similar a otros lagartos arbóreos como el escinco gigante de las islas Salomón, los toloques y los camaleones. Puede realizar pequeños saltos al moverse entre ramas.
Los machos muestran un comportamiento agonístico en encuentros cara a cara, mordiéndose y sujetándose hasta ser separados. En cautiverio, los lagartos reaccionan con mordidas, defecación y movimientos defensivos.

## Distribución y hábitat

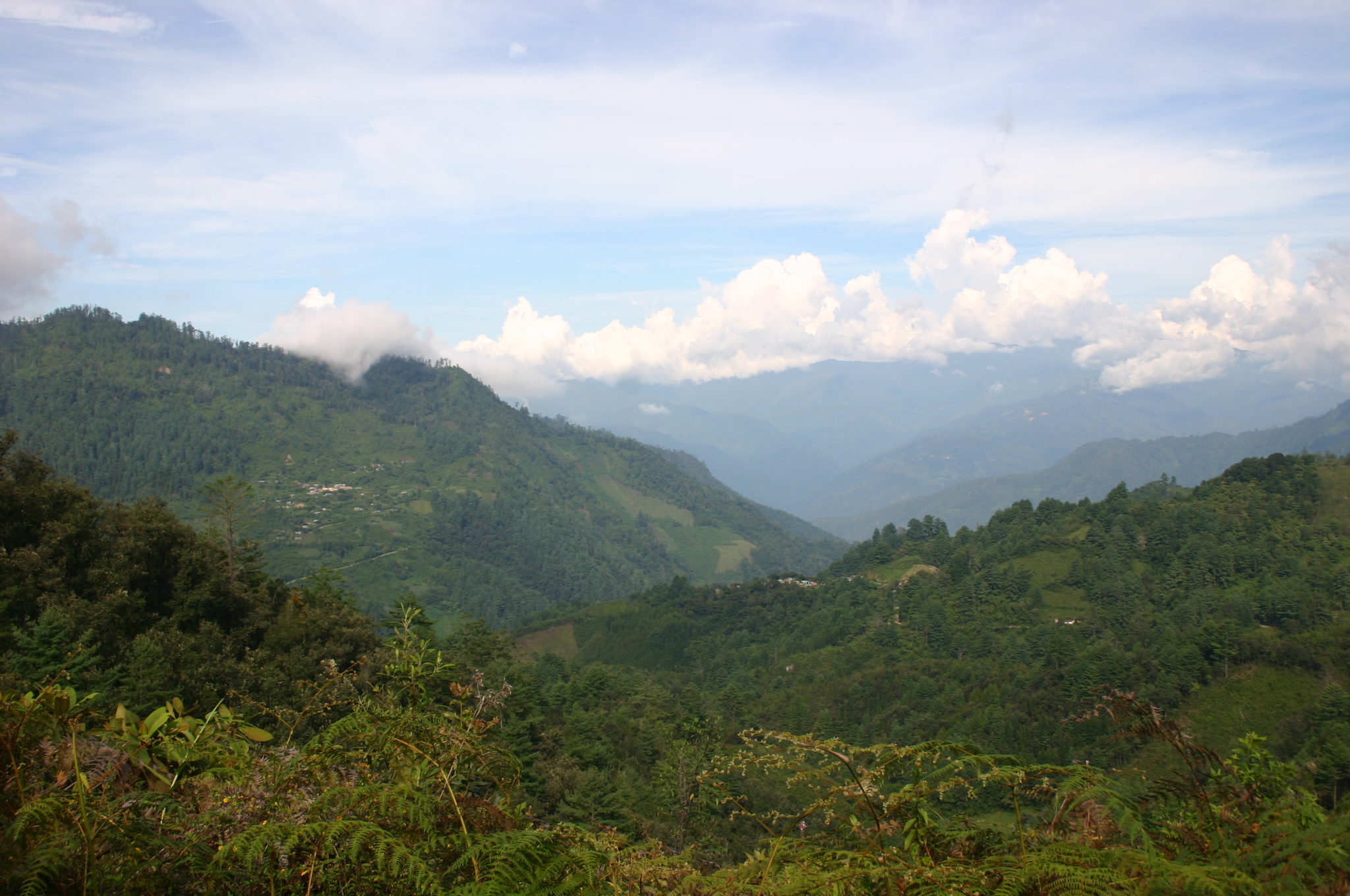
Sierra Madre de Oaxaca.

El dragoncito de las Chimalapas es una lagartija rara con un hábitat y distribución reducido. El holotipo fue localizado en altas montañas de Chimalapas, Oaxaca, México, al norte de Niltepec, entre el cerro Atravesado y la Sierra Madre de Oaxaca, a una altitud estimada de entre 760 y 1370 m (2500 y 4500 pies). El segundo espécimen (una hembra adulta) fue fotografiado y liberado en Cerro Baúl, por el biólogo y fotógrafo Thomas Bille en el año 2000, en un área disputada entre Oaxaca y Chiapas.

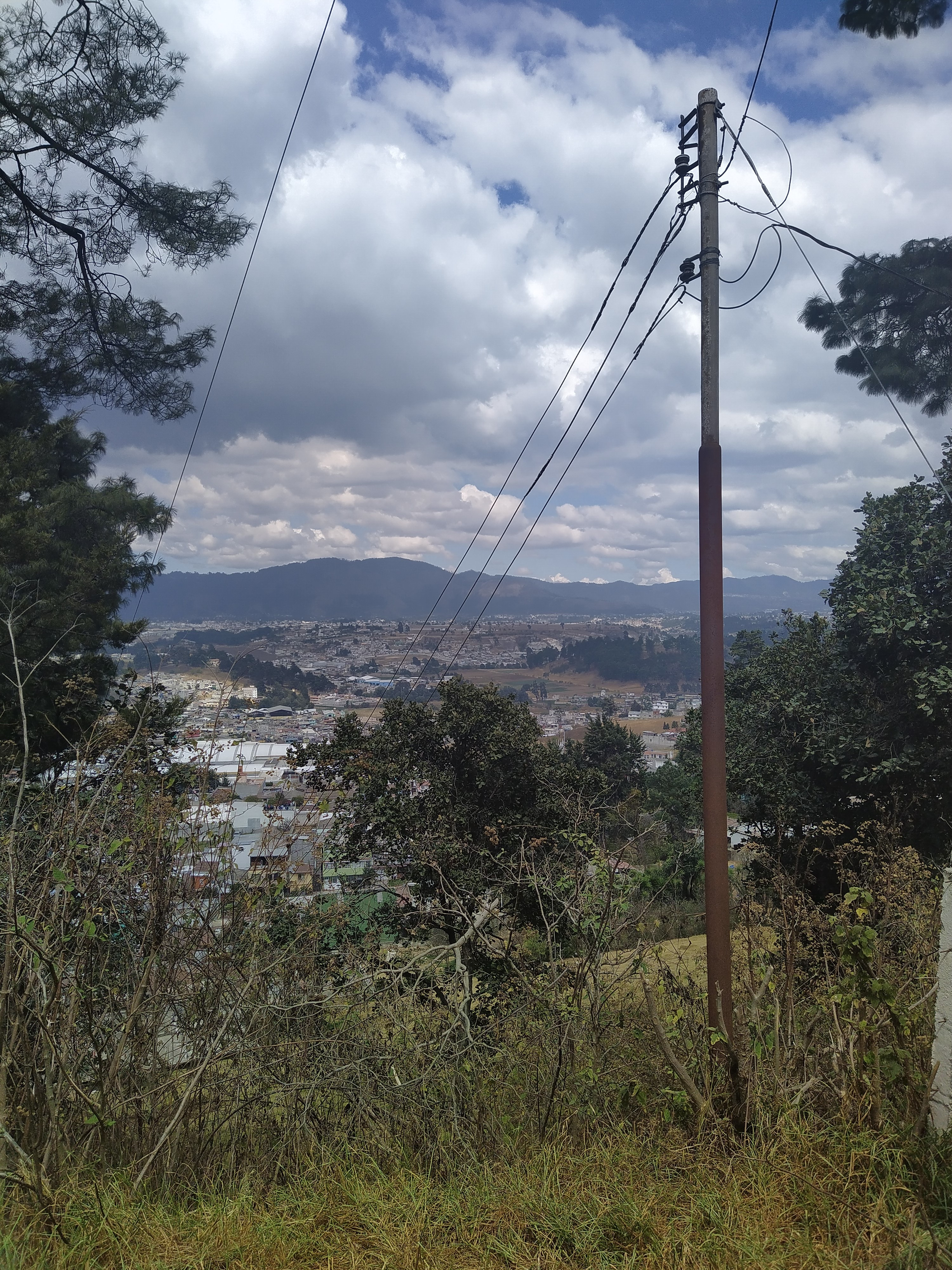
Cerro Baúl.

Entre 2014 y 2015, se observaron cinco nuevos especímenes en Cerro Baúl, tres machos fueron capturados el 29 de agosto de 2015, cada uno de un árbol diferente en un intervalo de 40 minutos y una muda fue encontrada a 10 m de altura en el dosel de un roble. Dos especímenes fueron mantenidos en México en condiciones controladas para observaciones comportamentales. Comparte hábitat con el dragoncito de Cerro Baúl.

### Hábitat
Esta especie de dragoncito habita bosques mesófilos con transiciones hacía bosque tropical de niebla en las partes altas, dominado por árboles de roble, pino, y de liquidámbar americano. Algunas áreas muestran regeneración después de incendios forestales en 1998. El incendio forestal ocurrió en la Sierra Atravesada en el municipio de Santa María Chimalapa.  El año de 1998, fue el más caluroso de esa década. Se estima que el incendio ocasionó más de 100 mil hectáreas de bosque de niebla y bosque de pino-encino.

### Microhábitat

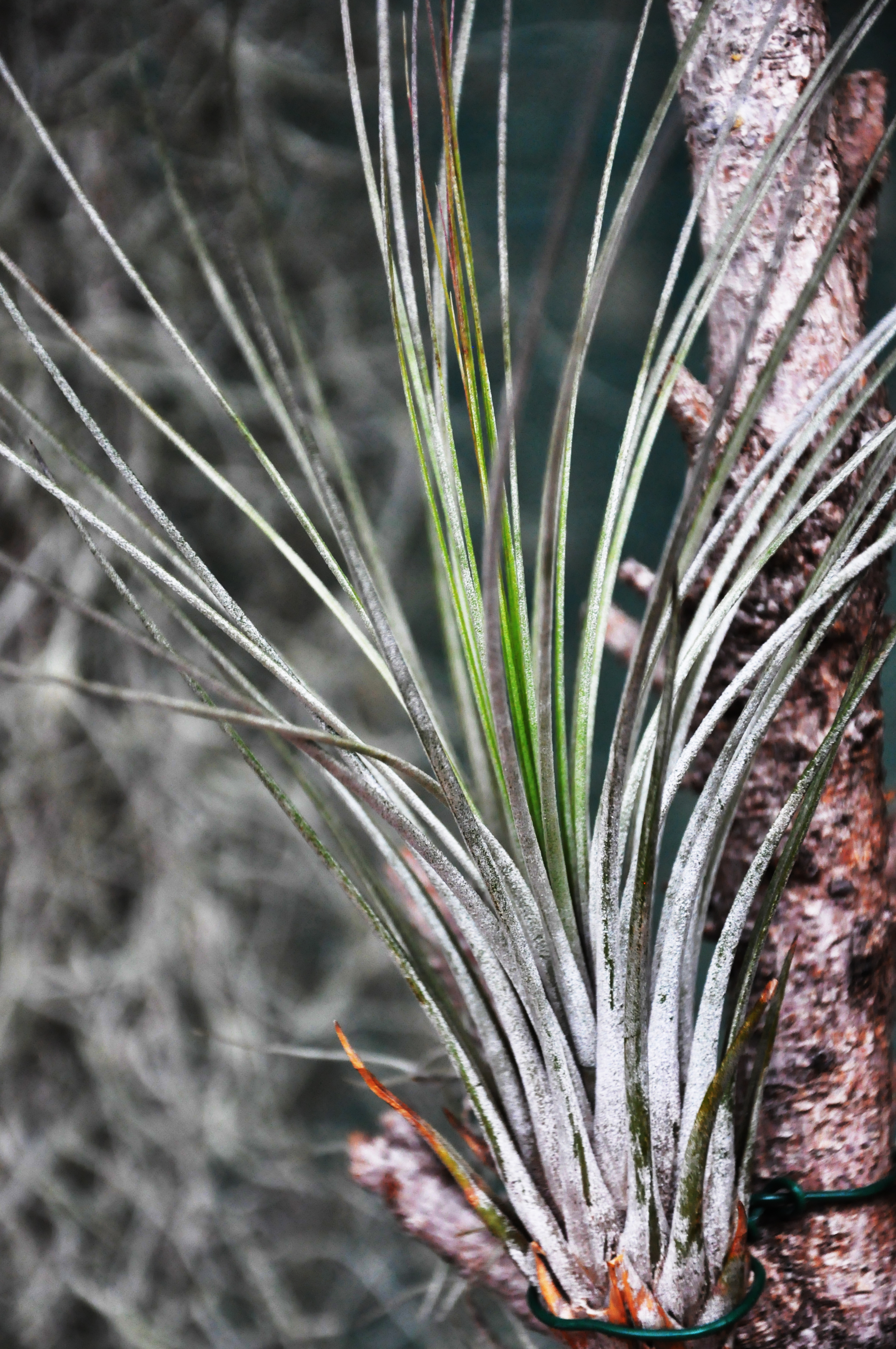
Las plantas epifitas como T. juncea sirven como microhábitat para A. bogerti.

Esta lagartija prefiere los troncos de robles (Quercus spp.) a altitudes de 3.5–8 m. Los árboles ocupados tienen un diámetro a la altura del pecho de entre 0.1 y 0.75 m y alturas de 8–17 m. Habitan plantas epífitas comunes, que incluyen bromelias como Tillandsia juncea, T. seleriana, T. tricolor, y T. usneoides.

## Estado de conservación
El estado de conservación de este reptil está evaluado como Datos Insuficientes por la UICN y catalogado como en Peligro de Extinción (P) por la SEMARNAT.
Actualmente no existe ninguna área protegida en las tierras altas de Chimalapas, aunque se ha recomendado el establecimiento de una reserva forestal en Cerro Baúl, en consulta con las comunidades locales, además del monitoreo de poblaciones y la regularización de la extracción para el comercio de mascotas.

### Amenazas
El dragoncito de las Chimalapas muestra amenazas importantes, como la deforestación de su hábitat para ser utilizado en pastoreo y agricultura, especialmente en las laderas bajas de Cerro Baúl. Por ejemplo, en Sarita María Chimalapa se ha registrado casos de reforestación para fines agrícolas, esto debido a la presencia de programas socioproductivos gubernamentales en México, como “Sembrando Vida”.  Además, la producción de carbón vegetal, afecta principalmente los robles que esta especie de lagartija prefiere como hogar.